# Agasyllis latifolia
Agasyllis latifolia är en växtart i släktet Agasyllis och familjen flockblommiga växter. Den beskrevs av Friedrich August Marschall von Bieberstein och fick sitt nu gällande namn av Pierre Edmond Boissier 1872.
Arten är en perenn ört som återfinns i Kaukasus.